# Anna Walburgis van Nieuwenaer

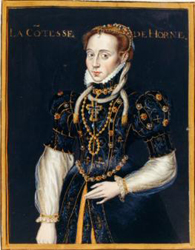
Porträtt av Anna Walburgis van Nieuwenaer
(Österrikiska nationalbiblioteket)

Anna Walburgis van Nieuwenaer, född 1522, död 1600, var en politiskt aktiv nederländsk adelsdam. 
Hon gifte sig 1546 med Philippe II de Montmorency-Nivelle, greve av Hoorn, som avrättades för sin protestantiska tro 1568. Hon var protestant och understödde aktivt den framväxande protestantismen inom makens län: hon kände också till den stora protestantiska revolten 1567 i förväg, eftersom hon varnade nunnorna i ett kloster att gömma sin ägodelar i förväg. Efter makens avrättning förvisades hon från hans län. 
Hon gifte om sig med sin 20 år yngre kusin greve Adolf van Meurs, som var en aktiv deltagare i frihetskriget på protestantisk sida: enligt traditionen underblåste hon kraftigt hans åsikter. Hon underhandlade 1586 med greven av Liecester om engelska trupper åt sin man. 